# Hydriastele aprica
Hydriastele aprica là loài thực vật có hoa thuộc họ Arecaceae. Loài này được (B.E.Young) W.J.Baker & Loo mô tả khoa học đầu tiên năm 2004.